# Chrysiptera albata
Chrysiptera albata là một loài cá biển thuộc chi Chrysiptera trong họ Cá thia. Loài này được mô tả lần đầu tiên vào năm 2002.

## Từ nguyên
Tính từ định danh albata bắt nguồn từ albātus trong tiếng Latinh có nghĩa là "mặc đồ trắng", hàm ý đề cập đến màu sắc tổng thể mà không có bất kỳ vệt đốm nào của loài cá này.

## Phạm vi phân bố và môi trường sống
C. albata hiện chỉ được tìm thấy tại đảo san hô Nikumaroro (quần đảo Phoenix), thuộc chủ quyền của Kiribati. C. albata sống trên nền đáy cát và đá vụn ở khu vực sườn dốc của rạn viền bờ, độ sâu khoảng 40–55 m.

## Mô tả
Chiều dài lớn nhất được ghi nhận ở C. albata là 3,5 cm. C. albata có màu trắng, hơi phớt xanh lam nhạt, ngoại trừ vùng trán sẫm xám hơn.
Số gai ở vây lưng: 14; Số tia vây ở vây lưng: 12; Số gai ở vây hậu môn: 2; Số tia vây ở vây hậu môn: 13; Số tia vây ở vây ngực: 15–16; Số gai ở vây bụng: 1; Số tia vây ở vây bụng: 5; Số lược mang: 20.

## Phân loại học
C. albata có quan hệ họ hàng gần với Chrysiptera caeruleolineata vì chúng có nhiều điểm chung (mặc dù khác nhau về kiểu hình), có thể kế đến như đều có cùng số tia gai vây lưng là 14 (những loài Chrysiptera còn lại chỉ có 13), ưa sống trên nền đáy cát và đá, cũng như ở vùng nước sâu hơn so với các loài Chrysiptera khác. C. albata và C. caeruleolineata nhiều khả năng cũng có mối quan hệ với Chrysiptera leucopoma vì C. caeruleolineata và C. leucopoma có chung một kiểu hình (sọc xanh lam óng ở lưng).

## Sinh thái học
C. albata thường bơi gần đáy và nhanh chóng rút vào các khe hốc dưới nền đáy khi gặp nguy hiểm. Cá đực có tập tính bảo vệ và chăm sóc trứng; trứng bám chặt vào nền tổ.